# Secrétaire d'État à l'Emploi du cabinet fantôme
Le Secrétaire d'État à l'Emploi du cabinet fantôme est un poste au sein de la politique britannique occupé par un membre de l'Opposition. 
Le titulaire du poste a pour tâche d'examiner minutieusement les actions du secrétaire d'État à l'Emploi du gouvernement et d’élaborer des politiques alternatives. Il a été remplacé par celui de Secrétaire d'État au Travail et aux Retraites du cabinet fantôme après la création du Département du Travail et des Retraites.
En 2019, le poste a été réformé au sein du cabinet fantôme de Jeremy Corbyn en tant que secrétaire d'État aux droits à l'emploi. Le titre a été rebaptisé secrétaire d'État aux Droits et aux Protections en matière d'emploi dans le cabinet fantôme de Keir Starmer.
Le poste est actuellement vacant depuis le 5 juillet 2024.

## Liste des secrétaires de l'ombre
| Secrétaire fantôme à l'Emploi                                               | Secrétaire fantôme à l'Emploi | Secrétaire fantôme à l'Emploi | Secrétaire fantôme à l'Emploi | Secrétaire fantôme à l'Emploi | Secrétaire fantôme à l'Emploi | Secrétaire fantôme à l'Emploi |
| Nom                                                                         | Nom                           | Nom                           | Début de mandat               | Fin de mandat                 | Parti politique               | Leader de l'opposition        |
| --------------------------------------------------------------------------- | ----------------------------- | ----------------------------- | ----------------------------- | ----------------------------- | ----------------------------- | ----------------------------- |
|                                                                             | Barbara Castle                |                               | 19 juin 1970                  | 19 octobre 1971               | Travailliste                  | Harold Wilson                 |
|                                                                             | James Callaghan               |                               | 19 octobre 1971               | 19 avril 1972                 | Travailliste                  | Harold Wilson                 |
|                                                                             | Reg Prentice                  |                               | 19 avril 1972                 | 4 mars 1974                   | Travailliste                  | Harold Wilson                 |
|                                                                             | William Whitelaw              |                               | 11 mars 1974                  | 29 octobre 1974               | Conservateur                  | Edward Heath                  |
|                                                                             | James Prior                   |                               | 29 octobre 1974               | 4 mai 1979                    | Conservateur                  | Edward Heath                  |
|                                                                             | James Prior                   | Margaret Thatcher             | 29 octobre 1974               | 4 mai 1979                    | Conservateur                  |                               |
|                                                                             | Albert Booth                  |                               | 4 mai 1979                    | 14 juillet 1979               | Travailliste                  | James Callaghan               |
|                                                                             | Eric Varley                   |                               | 14 juillet 1979               | 31 octobre 1983               | Travailliste                  | James Callaghan               |
|                                                                             | Eric Varley                   | Michael Foot                  | 14 juillet 1979               | 31 octobre 1983               | Travailliste                  |                               |
|                                                                             | John Smith                    |                               | 31 octobre 1983               | 26 octobre 1984               | Travailliste                  | Neil Kinnock                  |
|                                                                             | John Prescott                 |                               | 26 octobre 1984               | 13 juillet 1987               | Travailliste                  | Neil Kinnock                  |
|                                                                             | Michael Meacher               |                               | 13 juillet 1987               | 2 novembre 1989               | Travailliste                  | Neil Kinnock                  |
|                                                                             | Tony Blair                    |                               | 2 novembre 1989               | 18 juillet 1992               | Travailliste                  | Neil Kinnock                  |
|                                                                             | Frank Dobson                  |                               | 18 juillet 1992               | 21 octobre 1993               | Travailliste                  | John Smith                    |
|                                                                             | John Prescott                 |                               | 21 octobre 1993               | 20 octobre 1994               | Travailliste                  | John Smith                    |
|                                                                             | Harriet Harman                |                               | 20 octobre 1994               | 19 octobre 1995               | Travailliste                  | Tony Blair                    |
| Secrétaire d’État fantôme pour l’Éducation et l’Emploi                      |                               |                               |                               |                               |                               |                               |
| Secrétaire de l'ombre                                                       | Secrétaire de l'ombre         | Secrétaire de l'ombre         | Début de mandat               | Fin de mandat                 | Parti politique               | Leader de l'Opposition        |
|                                                                             | David Blunkett                |                               | 19 octobre 1995               | 2 mai 1997                    | Travailliste                  | Tony Blair                    |
|                                                                             | Gillian Shephard              |                               | 2 mai 1997                    | 11 juin 1997                  | Conservateur                  | John Major                    |
|                                                                             | Stephen Dorrell               |                               | 11 juin 1997                  | 15 juin 1998                  | Conservateur                  | William Hague                 |
|                                                                             | David Willetts                |                               | 1er juin 1998                 | 15 juin 1999                  | Conservateur                  | William Hague                 |
|                                                                             | Theresa May                   |                               | 15 juin 1999                  | 18 septembre 2001             | Conservateur                  | William Hague                 |
| Secrétaire d’État fantôme aux Droits en matière d'emploi                    |                               |                               |                               |                               |                               |                               |
| Secrétaire de l'ombre                                                       | Secrétaire de l'ombre         | Secrétaire de l'ombre         | Début de mandat               | Fin de mandat                 | Parti politique               | Leader de l'Opposition        |
|                                                                             | Laura Pidcock                 |                               | 10 septembre 2019             | 12 décembre 2019              | Travailliste                  | Jeremy Corbyn                 |
|                                                                             | Rachael Maskell               |                               | 7 janvier 2020                | 6 avril 2020                  | Travailliste                  | Jeremy Corbyn                 |
| Secrétaire d'État fantôme aux Droits et aux Protections en matière d'emploi |                               |                               |                               |                               |                               |                               |
| Secrétaire de l'ombre                                                       | Secrétaire de l'ombre         | Secrétaire de l'ombre         | Début de mandat               | Fin de mandat                 | Parti politique               | Leader de l'Opposition        |
|                                                                             | Andy McDonald                 |                               | 6 avril 2020                  | 27 septembre 2021             | Travailliste                  | Keir Starmer                  |
| Ministre fantôme de l'Emploi                                                |                               |                               |                               |                               |                               |                               |
| Ministre de l'ombre                                                         | Ministre de l'ombre           | Ministre de l'ombre           | Début de mandat               | Fin de mandat                 | Parti politique               | Leader de l'Opposition        |
|                                                                             | Alison McGovern               |                               | 4 décembre 2021               | 5 juillet 2024                | Travailliste                  | Keir Starmer                  |